# 第一生命情報システム
第一生命情報システム株式会社（だいいちせいめいじょうほうシステム）は、第一生命保険の系列会社であり、第一生命保険のシステムソリューションやシステム開発の外販を行う企業である。また、第一生命の事務サービス業務の受託も主業務としている。
以前は本社を東京都府中市、日鋼町日本製鋼所東京製作所跡にできた府中インテリジェントパーク内に、日本銀行や各銀行の電算センターと共に住を構えていた。その後、事業所を移転し、新宿、豊洲、多摩、大井に事業所を構えている。

## 沿革
- 1984年 - 第一生命コンピュータシステム株式会社を設立。
- 1988年 - 第一生命情報サービス株式会社を設立。
- 1999年 - 第一生命情報サービス株式会社が第一生命コンピュータシステム株式会社を吸収合併し、第一生命情報システム株式会社を設立。
- 2024年3月1日 - 第一生命保険が保有する株式を移管し、第一生命ホールディングスの子会社となる[3]。
- 2024年4月1日 - 第一生命テクノクロス株式会社に商号変更[4]。
- 2026年4月1日 - 第一ライフテクノクロス株式会社に商号変更する予定[5]。